# Peggy Sue
«Peggy Sue» es una canción de rock and roll escrita por Buddy Holly, Jerry Allison y Norman Petty, y grabada por Buddy Holly y su grupo The Crickets. La canción primero fue publicada en sencillo en 1957, y más tarde en el álbum solista homónimo de Buddy Holly de 1958. Según la crítica se trata de una de las mejores composiciones de Holly. Se encuentra en el puesto n.º 194 en la lista de las 500 mejores canciones de todos los tiempos según la revista Rolling Stone.
«Peggy Sue» es una de las primeras canciones de la historia con una secuela, «Peggy Sue Got Married».

## Grabación
Entre el 20 de junio al 1 de julio de 1957 fue grabada «Peggy Sue» junto a otras canciones como: «Oh, Boy!», «I’m Gonna Love You Too» y «Listen To Me». En la sesión estuvieron presnetes, Holl junto a Jerry Allison, Joe Mauldin y con la producción de Norman Petty, la sesión de «Peggy Sue» duró tres días.
Originalmente la canción se iba a llamar «Cindy Lou», por la hija de la hermana de Holly, Pat Holley Kaiter. El renombramiento a «Peggy Sue» fue en referencia a la novia -y futura esposa- del baterista de The Crickets Jerry Allison, Peggy Sue Gerron, quienes habían tenido una pequeña pelea, y Allison le pidió a Holly que renombrara la canción para honrar a su novia y salvar la relación. Pero Allison tuvo problemas para grabar la batería, el productor Norman Petty le dijo: "Si no lo haces bien en la siguiente toma, cambiaremos el nombre de nuevo a 'Cindy Lou'", y la siguiente toma fue exitosa.

## Lanzamientos
En 1957, Coral con el catálogo 61885 editó «Peggy Sue» junto a «Everyday» en el lado B, el sencillo alcanzó el puesto n.º 3 en los Estados Unidos, y n.º 6 en el Reino Unido.
En 1958 se publicó el EP Listen to Me por Coral catalogado como 2002, el EP tiene las canciones: «Listen To Me», «Everyday», «I'm Gonna Love You Too» y «Peggy Sue». En el mismo año se incluyó «Peggy Sue» en otro EP, en Buddy Holly EP, el primer EP inglés.
Mucho más tarde en 1973, la MCA Records reeditá el sencillo, con el mismo lado B, catalogado como 60004, el sencillo no llegó a ninguna posición.
En 1978, otra vez MCA utiliza a «Peggy Sue», en esta ocasión usa la canción como lado B de «It Doesn't Matter Anymore», y lo cataloga como 40905.

## Descripción
La "palpitación" de la batería de Jerry Alison, la voz de "hipo" de Holly, los solos y acordes de guitarra de Holly y la secuencia de acordes de la canción, eran muy avanzados e innovadoras para la época.

## Secuela
Más tarde Buddy Holly grabó una secuela de la «Peggy Sue», llamada «Peggy Sue Got Married» (Peggy Sue se casó). Holly grabó una versión demo en un grabador de cinta en su apartamento de Nueva York el 5 de diciembre de 1958, en esa versión se encuentra él solo con su guitarra cantado. Esa cinta con esa grabación de «Peggy Sue Got Married» fue descubierta después de su inoportuna muerte, entonces se tomó ese material y se mejoró la pista, agregándole voz de fondo, una pista de guitarra eléctrica, y más tarde esta versión fue publicada en The Complete Buddy Holly.

## Legado
Algunos analistas como Jonathan Cott, han asegurado que The Beatles (fanáticos de Holly), se basaron en esta canción a la hora de componer «P.S. I Love You». Además más tarde John Lennon hizo su propia grabación, la cual fue publicada en el álbum Rock 'n' Roll de 1975. En la canción "Old" de Paul Simon, indica la edad que tenía, ya que en una parte de la canción dice: "la primera vez que oí que 'Peggy Sue'", él tenía 12 años. El álbum de Julian Cope, del año 1991 se llama Peggy Suicide, en clara referencia a la canción. La banda Blink 182, en su álbum Cheshire Cat, tiene una canción llamada "Peggy Sue". La canción también fue interpretada en vivo en el álbum The Mark, Tom, and Travis Show: The Enema Strikes Back. 
En el álbum de Myslovitz, Miłość w czasach popkultury, una de sus canciones se llama «Peggy Sue nie wyszła za mąż» (Peggy Sue no se casó). En Almost Famous, el guitarrista de la banda ficticia Stillwater, Russell Hammond, canta esta canción durante una gran turbulencia en un avión, en clara referencia a la trágica muerte de Buddy Holly en el accidente de avión. En 2004, la banda noruega Trashcan Darlings, publica su EP Tunes From The Trashcan, y una de esas canciones se llama «Peggy Sue is Dead». En un episodio de Jimmy Neutrón, aparece una princesa china, la cual se llama Peggy Sue, y se lo puede escuchar a Sheen diciendo: "Pretty, pretty, pretty, Peggy Sue".

### Versión de The Beach Boys
La banda estadounidense The Beach Boys, realizó una grabación de esta canción la incluyeron en su álbum M.I.U. Album de 1978, años más tarde fue compilada en The Greatest Hits - Volume 3: Best of the Brother Years 1970-1986 de 2000.